# شبه‌نازک‌پوش‌ماهی
شبه‌نازک‌پوش‌ماهی (نام علمی: Pseudopetalichthyida) نام یک راسته از رده پلمه‌پوستان است.